# Байметево
Байме́тево (рос. Байметево, чув. Паймит) — присілок у складі Козловського району Чувашії, Росія. Входить до складу Аттіковського сільського поселення.
Населення — 31 особа (2010; 49 у 2002).
Національний склад:
- чуваші — 96 %